# Gruppo del Centro
Il Gruppo del Centro, il cui nome ufficiale è Il Gruppo del Centro. Alleanza del Centro. PEV., è un gruppo parlamentare svizzero formatosi nel 2019. Con 46 parlamentari, di cui 31 Consiglieri nazionali e 15 Consiglieri agli Stati, è il terzo gruppo parlamentare più numeroso della 52ª legislatura, e include parlamentari appartenenti all'Alleanza del Centro e al Partito Evangelico Svizzero.

## Presidenti
I presidenti del gruppo dal 2019 a oggi sono stati i seguenti:
| Presidente                | Entrata in carica |
| ------------------------- | ----------------- |
| Leo Müller (ad interim)   | 2019              |
| Andrea Gmür-Schönenberger | 2020              |
| Philipp Matthias Bregy    | 2021              |